# Súsanna Helena Patursson
Súsanna Helena Patursson, född 27 augusti 1864 i Kirkjubøur, död 15 december 1916 i Kirkjubøur, var en färöisk skådespelerska och författare samt den första färöiska politiska feministen i landet. Hon skrev den första teaterpjäsen på färöiska, "Veðurføst" (Reseupphåll på grund av dåligt väder), 1889.
Patursson var dotter till kungsbonden Poul Peder Pedersen (Páll Patursson) och Ellen Cathrine Djonesen (Elin Dalsgarð). Hon hade även två bröder, som även de är kända: Sverre Patursson och Jóannes Patursson. Hon växte upp på familjens gård i Kirkjubøargarður, där hon tog privatlektioner tillsammans med sina bröder. Hon reste senare till Köpenhamn där hon lärde sig bland annat att spela piano. Hon arbetade där till år 1904 och återvände sedan till Färöarna, där hon bosatte sig i sin hembygd.
Súsanna Helena Patursson var kvinnopolitiskt aktiv. Hon grundade den första färöiska kvinnotidskriften Oyggjarnar (Öarna), som hon ensam gav ut och redigerade 1905–1908. Hon skrev även majoriteten av tidningens artiklar själv. Tidningens kokrecept sammanställdes och gavs ut som kokboken "Matreglur fyri hvørt hús" (Mat till alla hem) 1909. Även artiklarna om bostadens inredning sammanställdes och gavs ut som boken "Fríðka um búgvið" (Till hemmets försköning) 1912.
Hon var aktiv i den nationella rörelsen och skrev för de färöiska tidskrifterna Føringatíðindi och Fuglaframi, som redigerades av hennes bröder.
Patursson skrev även två noveller på danska: "Han duede ikke" (Han dög inte) och "Helga og Oluf Weller". Hon skrev även dikter.